# Џесика Смит (атлетичарка)
Џесика Лорин Смит (енгл. Jessica Lorene Smith; Ванкувер, 11. октобар 1989) је канадска атлетичарка чија је специјалност трчање на на 800 метара. Чланица је Атлетског клуба Вали Ројал из Аботсфорда. 
Учествовала је на Летњим олимпијским играма 2012. у Лондону и у трци на 800 метара није се успела пласирати у финале. У полуфиналу била је 22. резултатом 2:01,90.
Следеће године је на Универзијади у Казању у истој дисциплини била 6. (2:00,43). 	

## Лични рекорди
| Дисциплина   | Резултат | Место   | Датум            |
| на отвореном |          |         |                  |
| ------------ | -------- | ------- | ---------------- |
| 800 м        | 1:59,86  | Бернаби | 10. јун 2014.    |
| у дворани    |          |         |                  |
| 800 м        | 2:06,98  | Бостон  | 2. фебруар 2013. |